# Бузено
Бузено (італ. Buseno) — громада  в Швейцарії в кантоні Граубюнден, регіон Моеза.

## Географія
Громада розташована на відстані близько 150 км на південний схід від Берна, 75 км на південний захід від Кура.
Бузено має площу 11,2 км², з яких на 2% дозволяється будівництво (житлове та будівництво доріг), 4,9% використовуються в сільськогосподарських цілях, 83,7% зайнято лісами, 9,4% не є продуктивними (річки, льодовики або гори).

## Демографія
2019 року в громаді мешкало 89 осіб (-11% порівняно з 2010 роком), іноземців було 10,1%. Густота населення становила 8 осіб/км².
За віковим діапазоном населення розподілялося таким чином: 7,9% — особи молодші 20 років, 59,6% — особи у віці 20—64 років, 32,6% — особи у віці 65 років та старші. Було 49 помешкань (у середньому 1,8 особи в помешканні).